# 金承進
金 承進（キム・スンジン、朝鮮語: 김승진）は、朝鮮民主主義人民共和国の政治家。国家科学院院長、朝鮮労働党中央委員会委員候補、最高人民会議代議員。

## 経歴
出生地や生年月日、2019年までの経歴は不明。2019年3月10日に実施された最高人民会議第14期代議員選挙で代議員に選出され、同年12月28日に開催された朝鮮労働党中央委員会第7期第5回総会で党中央委員会委員候補に補選され、国家科学院院長に任命された。
2021年9月9日に行われた建国73周年慶祝閲兵式では、国家科学院労農赤衛軍縦隊を率いて行進した。

## 参考サイト
- 북한정보포털

| 先代張徹 | 国家科学院院長2019年 - | 次代現職 |